# Ameropa Foundation
Die Ameropa Foundation ist eine internationale Non-Profit-Organisation mit Sitz in Binningen, Schweiz. Die Stiftung wurde 2001 von Nicole Miescher und Andreas Zivy gegründet. Die Organisation verfolgt humanitäre, bildungstechnische und landwirtschaftliche Projekte, vorwiegend in Entwicklungsländern.

## Geschichte
2001 gründete Ameropa, ein Schweizerisches Privatunternehmen im Agribusiness-Bereich, die Ameropa Foundation, um unternehmerische und soziale Projekte hauptsächlich in Entwicklungsländern zu fördern. Die Stiftung konzentriert ihre Kräfte auf nachhaltige Wohltätigkeitsprogramme, vor allen Dingen in Afrika und Südamerika. Seit der Gründung im Jahr 2001 wurden über 49 Projekte weltweit in Angriff genommen. Bis Ende 2016 haben die Programme die Lebensumstände von mehr als 62.000 Menschen verbessert, über 5500 Jobs generiert und Ausbildungsprogramme durchgeführt, an denen mehr als 31.000 Kinder und Erwachsene teilgenommen haben.

## Aktivitäten
Brasilien
Die Stiftung hat seit ihrer Gründung in humanitäre Projekte in Brasilien investiert. 2012 hat die Stiftung die Erstellung eines Sport- und Kulturzentrums namens Arena do Morro in Mãe Luiza, Natal und Rio Grande do Norte finanziert. Die Arena do Morro wurde pro bono vom Schweizer Architekturbüro Herzog & de Meuron geplant und hat seit 2014 einen großen Einfluss auf die Gemeinde. Das Projekt wurde in verschiedenen Magazinen auf der ganzen Welt vorgestellt und in Museen gezeigt, zuletzt in der Ausstellung „Building Optimism“ im Carnegie Museum of Art, Pittsburgh. 2008 hat die Ameropa Foundation auch ADIC, eine Schule für 300 Schüler in Passo da Patria, einer Favela am Fuß des Flusses Potenji, mitfinanziert. Die Schule wird durch die Ameropa Foundation bis heute weiter gefördert. Zusätzlich wird sie durch die UNESCO in der Kategorie „Preparation to the world of work and youth leadership“ unterstützt und durch die FIFA – Football for Hope. Seit 2004 unterstützt sie eine Berufsschule für Schweißer, Schlosser und Mechaniker in Rio das Ostras. Jedes Jahr absolvieren ungefähr 60 Studenten die Lehrgänge der Schule lehrgeldfrei.
Rumänien
Seit 2013 leistet die Ameropa Foundation humanitäre Hilfe für Roma-Kinder in Roșia (Sibiu). 2013 hat die Organisation einen Kindergarten mitfinanziert und 2015 den Bau einer Werkstatt, in dem Lehrlinge in Zukunft ausgebildet werden sollen.
Uganda
2009 hat die Stiftung das Mikrokredit-Institut Finem in Kampala gegründet. Seit 2016 wurden von Finem über 2800 Darlehen ausgegeben, die über 6400 Empfänger erreicht haben. 2015 hat die Ameropa Foundation zusammen mit Right to Play, einer internationalen humanitären Organisation, das Projekt Tusobola ins Leben gerufen, was „Zusammen können wir es erreichen“ bedeutet. Das Projekt fördert grundlegende Alltagsfähigkeiten bei Kindern und Jugendlichen und wird in sieben Schulen in den SlumsKamwookya und Kyebando in Kampala ausgetragen. Das Programm hat über 3000 Kinder erreicht und es wird angenommen, dass bis 2018 über 6000 Schulkinder von diesem Ausbildungsprogramm profitieren können sowie 2400 weitere Kinder aus den umliegenden Gemeinden.